# Fernando Merino
Fernando Merino Boves (1931-2006) fue un ayudante de dirección y director de cine español, hermano del también cineasta José Luis Merino Boves y del director de fotografía Manuel Merino Boves.

## Biografía
Empezó su actividad cinematográfica como ayudante de dirección en un gran número de películas hasta mediados de la década de 1960. Debido a su amistad con el productor Jose Luis Dibildos tuvo la oportunidad de dirigir su primera película Lola, espejo oscuro (1966), sobre la famosa obra de Darío Fernández Flórez, con la que tuvo problemas con la censura franquista. Durante las décadas de 1960 y 1970 dirigió un total de dieciocho películas. Cabe destacar su trabajo de dirección en cuatro capítulos y de guionista en uno, de la famosa serie Curro Jiménez y su participación como actor en la película Nacional III de Luis García Berlanga.

## Filmografía completa
- Lola, espejo oscuro (1966)
- Amor a la española (1967)
- La dinamita está servida (1968)
- Los subdesarrollados (1968)
- La que arman las mujeres (1969)
- Turistas y bribones (1969)
- Con la música a otra parte (1970)
- Los días de Cabirio (1971)
- No desearás la mujer del vecino (1971)
- Préstame quince días (1971)
- Pisito de solteras (1972)
- ¡Qué noche de bodas, chicas! (1972)
- El padrino y sus ahijadas (1973)
- Dick Turpin (1974)
- El Comisario G (1975)
- El erotismo y la informática (1975)
- Amor casi... libre (1976)
- Réquiem por un empleado (1978)

## Premios
Medallas del Círculo de Escritores Cinematográficos
| Año  | Categoría              | Película            | Resultado |
| ---- | ---------------------- | ------------------- | --------- |
| 1965 | Premio Antonio Barbero | Lola, espejo oscuro | Ganador   |